# Liste der Universitäten in Kolumbien
Dies ist eine Liste der Universitäten in Kolumbien.

## Bogotá(Stadt und Metropolregion)
- Universidad Hebrea Internacional (UHI)
- Universidad Manuela Beltrán
- Universidad Santo Tomás
- Universidad Piloto de Colombia
- Universidad Pedagógica Nacional, Bogotá
- Universidad Nacional de Colombia (UN)
- Universidade Militar Nueva Granada, Bogotá
- Universidad Libre (UL)
- Universidad La Gran Colombia
- Universidad Externado de Colombia
- Universidad Distrital Francisco José de Caldas
- Universidad del Rosario
- Universidad El Bosque
- Universidad Sergio Arboleda
- Universidad de San Buenaventura
- Universidad de Los Andes
- Universidad de La Salle
- Universidade de La Sabana
- Universidad de Cundinamarca
- Universidad de Bogotá Jorge Tadeo Lozano
- Universidad de América
- Universidad EAN
- Universidad Cooperativa de Colombia
- Universidad Colegio Mayor de Cundinamarca
- Universidad Central
- Universidad Católica de Colombia
- Universidad Autónoma de Colombia
- Universidad Antonio Nariño
- SENA – Regional Bogotá
- Pontificia Universidad Javeriana (PUJ)
- Politécnico Grancolombiano
- Fundación Universitaria San Alfonso (FUSA)
- Fundación Universitaria Los Libertadores
- Fundación Universitaria Konrad Lorenz (FUKL)
- Fundación Universitaria Empresarial de la Cámara de Comercio de Bogotá (UNIEMPRESARIAL)
- Fundación Universitaria Agraria de Colombia (UNIAGRARIA)
- Escuela Colombiana de Ingeniería Julio Garavito
- Escuela Colombiana de Carreras Industriales (ECCI)
- Corporación Universitaria Minuto de Dios (UNIMINUTO)
- Corporación Politécnico de Cundinamarca
- Corporación Tecnólogica Industrial Colombiana

## Antioquia
- Universidad Santo Tomás
- Universidad Pontificia Bolivariana (UPB)
- Universidad Nacional de Colombia
- Fundación Universitaria Luis Amigó (FUNLAM)
- Universidad EAFIT
- Universidad de San Buenaventura
- Universidad de Medellín
- Universidad de Antioquia
- Universidad Cooperativa de Colombia
- Universidad CES
- Universidad Católica de Oriente
- Universidad Autónoma Latinoamericana
- Universidad Antonio Nariño
- SENA – Regional Antioquia
- Politécnico de Antioquia
- Politécnico Colombiano Jaime Isaza Cadavid
- Instituto Tecnológico Metropolitano (ITM)
- Tecnológico de Antioquia, Medellín
- Institución Universitaria de Envigado
- ICSEF
- Fundación Universitaria San Martín
- Fundación Universitaria María Cano
- Fundación Universitaria del Oriente
- Escuela de Ingeniería de Antioquia
- Corporación Universitaria Remington
- Corporación Universitaria Lasallista
- Corporación Universitaria de Colombia (IDEAS)
- Corporación Universitaria de Ciencia y Desarrollo (UNICIENCIA)
- Corporación Universitaria Adventista
- Corporación Politécnico Marco Fidel Suárez
- Corporación Andina de Altos Estudios
- Corporación Academia Tecnológica de Colombia
- Corporación Academia Superior de Artes
- Colegio Mayor de Antioquia
- CESDE
- CEIPA Business School

## Boyacá,AraucaundCasanare
- Universidad de Boyacá (UNIBOYACA)
- Universidad Nacional de Colombia – Arauca
- Universidade Pedagógica e Tecnológica da Colômbia

## Caldas,RisaraldaundQuindío
- Universidad Tecnológica De Pereira
- Universidad Nacional de Colombia
- Universidad Libre – Pereira
- Universidad La Gran Colombia
- Universidad Del Quindío
- Universidad de Manizales
- Universidad de Caldas
- Universidad Católica Popular de Risaralda
- Universidad Católica de Manizales
- Universidad Autónoma de Manizales

## CundinamarcaundMeta

### Cundinamarca
- Universidad de Cundinamarca
- Corporación Politécnico de Cundinamarca
- Corporación Universitaria Remington
- Universidad de Cundinamarca Seccional Girardot
- Universidad Piloto de Colombia
- Universidad del Tolima
- Universidad Cooperativa de Colombia
- Universidad Nacional Abierta y a Distancia
- Corporación Universitaria Minuto de Dios
- Corporación Universitaria Minuto de Dios
- Universidad de La Sabana
- Universidad Católica de Colombia
- Escuela de Comunicaciones
- Fundación Tecnológica de Madrid
- Escuela de Suboficiales Fuerza Aérea
- Escuela Militar de Suboficiales Sargento Inocencio Chinca
- Servicio Nacional de Aprendizaje (SENA)

### Meta
- Universidad de los Llanos
- Corporación Universitaria del Meta
- Universidad Santo Tomás

## Región Caribe
- Universidade Tecnológica de Bolívar
- Universidad Simón Bolívar
- Universidad Sergio Arboleda
- Universidad Popular del Cesar
- Universidad Pontificia Bolivariana
- Universidad Nacional de Colombia
- Universidad Metropolitana
- Universidad Libre
- Universidad del Sinú
- Universidad del Magdalena
- Universidad Del Atlántico
- Universidad del Atlántico
- Universidad de Sucre
- Universidad De San Buenaventura
- Universidad De La Guajira
- Universidad de Córdoba
- Universidad de Cartagena
- Universidad Cooperativa De Colombia
- Universidad Autónoma del Caribe
- Fundación Universitaria San Martín
- Fundación Universidad del Norte
- Fundación Universidad De Bogota-Jorge Tadeo Lozano
- Fundación de Estudios Superiores Comfanorte (FESC)
- Corporación Politécnico de Cundinamarca

## Norte de SantanderundSantander

### Norte de Santander
- Universidad Simón Bolívar
- Universidad Santo Tomás
- Universidad Libre
- Universidad Libre de Colombia
- Universidad Francisco de Paula Santander
- Universidad Francisco de Paula Santander
- Universidad de Santander (UDES)
- Universidad de Pamplona
- Universidad Antonio Nariño
- Fundación Universitaria San Martín

### Santander
- Universitaria de Investigación y Desarrollo (UDI)
- Universidad Santo Tomás
- Universidad Pontificia Bolivariana
- Universidad Pontificia Bolivariana
- Universidad Manuela Beltran
- Universidad Libre
- Universidad Industrial de Santander
- Universidad Corciencia-Uniciencia
- Universidad Cooperativa de San Gil (UNISANGIL)
- Universidad cooperativa de colombia
- Universidad Cooperativa De Colombia
- Universidad Autónoma de Bucaramanga
- Unidades Tecnológicas de Santander

## Valle del Cauca,CaucaundNariño
- Universidad Santiago De Cali
- Universidad Pontificia Bolivariana
- Universidad Nacional de Colombia
- Universidad Nacional de Colombia
- Universidad Mariana
- Universidad Libre de Colombia
- Universidad Icesi
- Universidad del Valle
- Universidad del Pacífico
- Universidad del Cauca
- Universidad de San Buenaventura
- Universidad de Pamplona
- Universidad de Nariño
- Universidad Central del Valle del Cauca
- Universidad Autónoma De Occidente
- Pontificia Universidad Javeriana
- Fundación Universitaria Católica Lumen Gentium

## Región Amazónica
- Universidad Nacional de Colombia
- Universidad de La Amazonía

## HuilaundTolima
- Universidad Surcolombiana
- Universidad del Tolima
- Universidad de Ibagué
- Corporacion Universitaria del Huila
- Universidad Cooperativa de Colombia